# Majevac (Doboj)
Pour les articles homonymes, voir Majevac.
Majevac (en serbe cyrillique : Мајевац) est un village de Bosnie-Herzégovine. Il est situé sur le territoire de la ville de Doboj et dans la république serbe de Bosnie. Selon les premiers résultats du recensement bosnien de 2013, il compte 373 habitants.

## Géographie
Le village est situé au bord de la rivière Bosna, un affluent droit de la Save ; son territoire est également situé à la confluence des rivières Makarovača et Lovnica.

## Démographie

### Évolution historique de la population dans la localité
| 1948 | 1953 | 1961 | 1971 | 1981 | 1991 | 2013 |
| ---- | ---- | ---- | ---- | ---- | ---- | ---- |
| -    | -    | 742  | 656  | 594  | 456  | 373  |

|  |